# Didier Deschamps
Didier Deschamps [diďjé déšan] (* 15. října 1968 Bayonne) je francouzský fotbalový trenér, který od roku 2012 trénuje francouzskou reprezentaci se kterou v roce 2018 vyhrál mistrovství světa a bývalý profesionální fotbalista, který hrával na pozici defensivního záložníka. Svoji hráčskou kariéru ukončil v roce 2001 ve španělské Valencii. Mezi lety 1989 a 2000 odehrál také 103 zápasů v dresu francouzské reprezentace, kterou jako kapitán dovedl k vítězství na MS 1998 a ME 2000. Pelé ho roku 2004 zařadil mezi 125 nejlepších žijících fotbalistů.

## Fotbalová kariéra
Deschamps odstartoval svoji kariéru v amatérském klubu Aviron Bayonnais FC. Jeho potenciál brzo objevili skauti FC Nantes a zde Didier v dubnu roku 1983 podepsal kontrakt. Deschampův debut v Ligue 1 byl 27. září 1985.
V roce 1989 přestoupil do Olympique de Marseille. V dresu Marseille sbíral i první trofeje. Dvakrát po sobě s týmem vyhrál Ligue One v letech 1991 a 1992. V roce 1993 pak s Marseille vyhrál Ligu mistrů a stal se nejmladším kapitánem, který tuto trofej zvedl. V roce 1994 přestoupil do Juventusu, kde vyhrál třikrát Serii A, jednou italský fotbalový pohár a dvakrát italský Superpohár. Podruhé ve své kariéře vyhrál i LM.
V roce 1999 přestoupil Deschamps do anglické Chelsea, zde vyhrál FA Cup. Svoji hráčskou kariéru ukončil ve španělské Valencii, kde také vyhrál svou poslední trofej pro vítěze La Ligy. Kariéru ukončil v roce 2001.

## Trenérská kariéra
Po skončení fotbalové kariéry se ujal vedení celku AS Monako, kde postoupil do finále LM. Rezignoval 19. září 2005 po otřesném začátku sezóny.
10. června 2006 nastoupil ke kormidlu Juventusu Turín, který byl přeřazen do Serie B za úplatkářskou aféru. Vydržel zde do konce sezóny a dostal tým zpátky do Serie A z prvního místa. Po sezóně ale skončil.
Zpátky k trénování se vrátil až v roce 2009, kdy se ujal týmu Olympique Marseille a ten vedl do roku 2012. Vyhrál s ním titul Ligue 1 a vrátil ho zpět mezi mistry.
V roce 2012 byl jmenován trenérem francouzské fotbalové reprezentace, kterou dovedl úspěšně až na MS 2014 v Brazílii. V evropské baráži vyřadila Francie Ukrajinu ve dvojzápase 0:2 (prohra) a 3:0 (výhra). Na šampionátu Francouzi vypadli ve čtvrtfinále s Německem po porážce 0:1. Zato na MS 2018 dovedl francouzské reprezentační mužstvo k titulu mistrů světa (FIFA).

## Úspěchy

### Hráčské
- Vítěz Mistrovství světa 1x (1998)
- Vítěz Mistrovství Evropy 1x (2000)
- Vítěz Ligy mistrů UEFA 2x (1992/93, 1995/96)
- Vítěz Interkontinentálního poháru 1x (1996)
- Vítěz Superpoháru UEFA 1x (1996)
- Vítěz Ligue 1 3x (1991, 1992, 1993)
- Vítěz Serie A 3x (1995, 1997, 1998)
- Vítěz italského poháru 1x (1995)
- Vítěz italského superpoháru 2x (1995, 1997)
- Vítěz FA Cupu 1x (2000)
- Vítěz La Ligy 1x (2001)
- Finalista Poháru UEFA 1x (2000/01)

### Trenérské

#### AS Monaco
- Vítěz Francouzský ligový pohár 1x (2003)
- Finalista Ligy mistrů UEFA 1x (2003/04)

#### Juventus FC
- Vítěz Serie B 1x (2007)

#### Olympique de Marseille
- Vítěz Ligue 1 1x (2010)

#### Francouzské reprezentační mužstvo
- Zlaté medaile na Mistrovství světa ve fotbale 2018
- Stříbrné medaile na Mistrovství světa ve fotbale 2022